# Ouette
Ouette là một chi nhện trong họ Ochyroceratidae.